# Nøbbet Sogn
Nøbbet Sogn 
(bis 1. Oktober 2010: Nøbbet Kirkedistrikt  (dt.: Kirchenbezirk) im Horslunde Sogn)
ist eine Kirchspielsgemeinde (dän.: Sogn)
auf der Insel Lolland im südlichen Dänemark.
Im Kirchspiel leben 294 Einwohner (Stand: 1. Januar 2023).

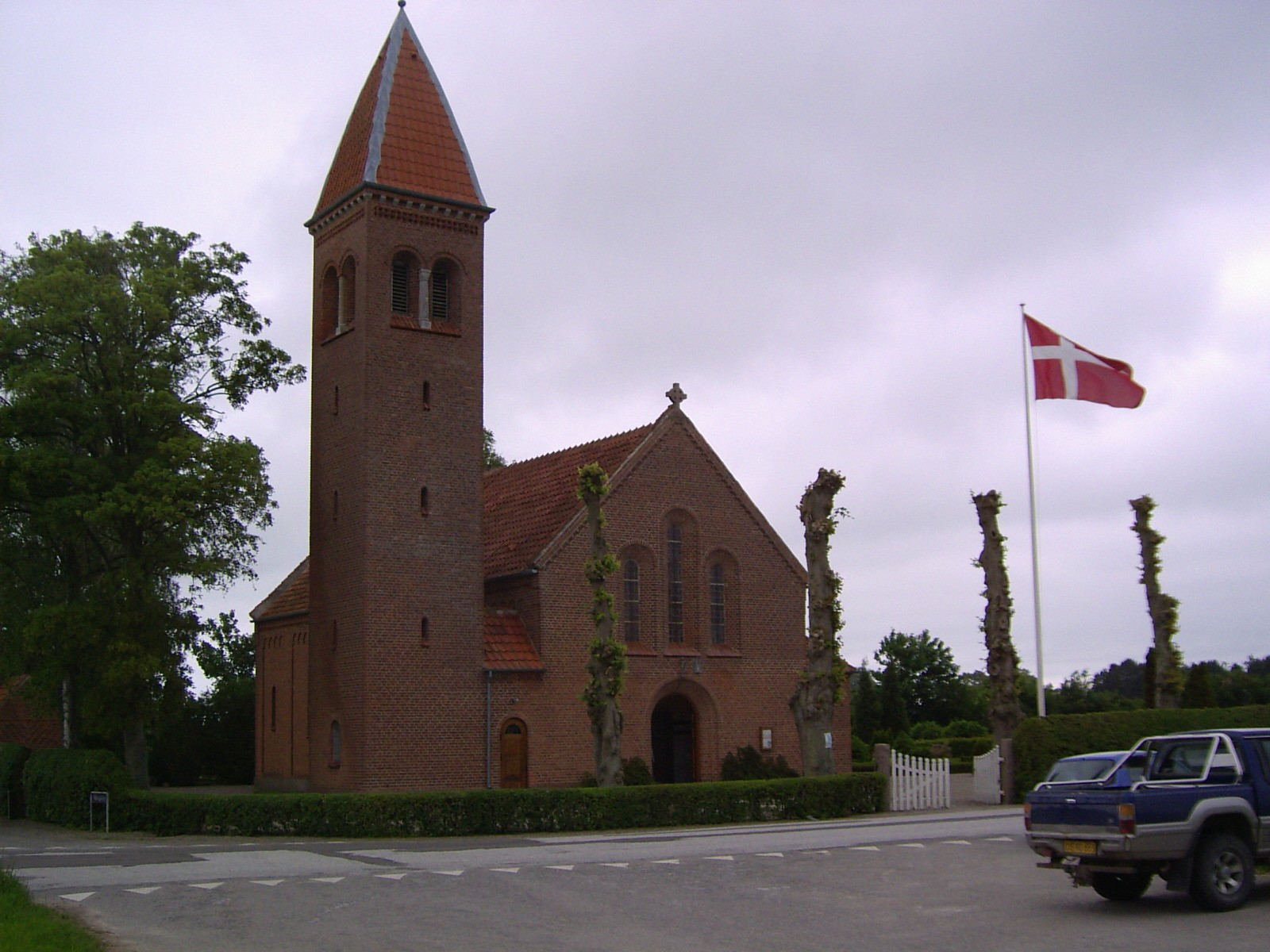
Nøbbet Kirke

Im Kirchspiel liegt die Kirche „Nøbbet Kirke“.
Nachbargemeinden sind im Westen Horslunde Sogn, im Süden Vesterborg Sogn und im Südosten Birket Sogn.

## Geschichte
Bis 1970 gehörte Horslunde Sogn zur Harde Lollands Nørre Herred im damaligen Maribo Amt, danach zur Ravnsborg Kommune im Storstrøms Amt, die im Zuge der  Kommunalreform zum 1. Januar 2007 in der Lolland Kommune in der Region Sjælland aufgegangen ist.